# پل رستم
پل رستم (عربی: بول إميل رستم؛ زادهٔ ۲۶ ژانویهٔ ۱۹۸۳) بازیکن سابق و مربی فوتبال اهل لبنان است.
از باشگاه‌هایی که در آن بازی کرده‌است می‌توان به باشگاه ورزشی النجمه لبنان، باشگاه فوتبال الانصار لبنان، و باشگاه راسینگ بیروت اشاره کرد.
وی همچنین در تیم‌های ملی فوتبال زیر ۲۳ سال لبنان و لبنان بازی کرده‌است.